# Hideaki Takeda
Hideaki Takeda (武田 英明 Takeda Hideaki?, nacido el 22 de mayo de 1985 en Saitama) es un exfutbolista japonés. Jugaba de delantero y su último club fue el FC Jūrmala.

## Trayectoria

### Clubes
| Club                | País           | Año         |
| ------------------- | -------------- | ----------- |
| Fagiano Okayama     | Japón          | 2008 - 2010 |
| Matsumoto Yamaga FC | Japón          | 2010        |
| Indiana Invaders    | Estados Unidos | 2011        |
| FB Gulbene          | Letonia        | 2011        |
| JK Nõmme Kalju      | Estonia        | 2012        |
| FB Gulbene          | Letonia        | 2012        |
| FC Jūrmala          | Letonia        | 2013        |